# Senyoria de Castellbell
La senyoria de Castellbell fou una jurisdicció feudal catalana dins el terme actual de Castellbell

## Història
El Castell de Castellbell documentat des del 979, rebia el nom de Castell Beliti. Aquest figurava en el dot matrimonial de la comtessa Ermessenda, esposa de Ramon Borrell.
Va ser propietat dels Montcada durant el segle xiii, i a finals del segle XIV passaria a les mans de Jaume Desfar, senyor de Castellbell, Vacarisses i Rellinars.
L'any 1445 Violant, vídua de Joan Desfar, vengué la senyoria de Castellbell a un ciutadà de Barcelona dit Blai de Castellet, a qui succeí el seu fill Lluís fins a l'any 1453, quan vengué aquests drets a Bernat Sarroca, un draper de Santpedor, domiciliat a Barcelona. Aquest personatge, era un comerciant que tingué problemes amb la Cort i fou indultat, juntament amb altres, per haver comerciat amb els florentins quan estaven en guerra amb la Corona d'Aragó. L'any 1455 aconseguí la llicència reial per poder construir un pont de pedra sobre el Llobregat. Un document que transcrivim al llibre parla d'uns primers capítols concordats entre Bernat Sarroca i el mestre de cases que s'encarregà de l'obra. La filla de Bernat, Caterina Sarroca, es casà amb Bartomeu Agustí de Maçanet, fill d'un notari barceloní. Bartomeu fou batlle de la ciutat comtal i, posteriorment, membre del Consell de Cent.
El fill d'aquests, Miquel de Maçanet, va ser qui tingué serioses dificultats amb els remences quan van revoltar-se. L'any 1485 el castell de Castellbell es convertí en un dels protagonistes d'aquella contesa, ja que fou ocupat pels pagesos i cremat parcialment.
L'any 1535, després de la desaparició del darrer representant de la nissaga dels Maçanet, Berenguer Francesc, i d'haver estat en mans de la seva vídua Elisabet, el senyoriu del castell i del seu terme va ser restituït als hereus legals de dit Maçanet, és a dir, Francesc d'Amat i de Junyent, que estava casat amb Àngela Joana Girona i Maçanet. Aquest matrimoni va tenir un fill, també dit Francesc, que protagonitzà la unió de les senyories de Castellbell i el Vilar, Rellinars i Vacarisses quan es casà amb Elisabet de Grevalosa-Desfar i Cordelles, senyora d'aquells termes veïns. Començava el període històric en què senyorejaven el terme els militars, quan fins aleshores ho havien fet els comerciants.
Joan d'Amat i Desfar fou el primer representant del llinatge dels Amat que tingué el domini sobre els quatre termes units. L'any 1599, aquest personatge que participà en les diferents guerres de l'època, va rebre el «Privilegi de Noble» juntament amb el seu germà Francesc, el qual esdevingué, cap a l'any 1620 -com a segon fill d'Elisabet de Grevalosa- senyor del castell de Castellar, a l'actual municipi d'Aguilar de Boixadors. Josep d'Amat i Desbosc es casà, l'any 1632, amb Maria Despalau, la qual aportà a la casa el lloc de Vilalba, a l'actual municipi d'Abrera, de la comarca del Baix Llobregat.
Finalment el 1702 Felip V concedeix el títol de marqués a Josep d'Amat i de Planella, senyor de Castellbell.